# Podnieśno (gromada)
Podnieśno – dawna gromada, czyli najmniejsza jednostka podziału terytorialnego Polskiej Rzeczypospolitej Ludowej w latach 1954–1972.
Gromady, z gromadzkimi radami narodowymi (GRN) jako organami władzy najniższego stopnia na wsi, funkcjonowały od reformy reorganizującej administrację wiejską przeprowadzonej jesienią 1954 do momentu ich zniesienia z dniem 1 stycznia 1973, tym samym wypierając organizację gminną w latach 1954–1972.
Gromadę Podnieśno z siedzibą GRN w Podnieśnie utworzono – jako jedną z 8759 gromad – w powiecie siedleckim w woj. warszawskim, na mocy uchwały nr VI/10/18/54 WRN w Warszawie z dnia 5 października 1954. W skład jednostki weszły obszary dotychczasowych gromad Jeruzale, Osiny Dolne, Podnieśno, Sosna Kicki(), Sosna-Korabie i Stany Duże ze zniesionej gminy Skupie w tymże powiecie. Dla gromady ustalono 12 członków gromadzkiej rady narodowej.
31 grudnia 1959 z gromady Podnieśno wyłączono (a) wsie Dmochy, Jeruzale i Osiny Dolne, włączając je do gromady Mokobody oraz (b) wsie Sosna Kicki i Stany Duże, włączając je do gromady Krynica w tymże powiecie, po czym gromadę Podnieśno zniesiono a jej (pozostały) obszar włączono do gromady Suchożebry tamże.